# Treehouse of Horror XX
Treehouse of Horror XX, titulado La casita del horror XX en Hispanoamérica y La casa-árbol del terror XX en España, es el cuarto episodio de la vigesimoprimera temporada de la serie animada Los Simpson, que se estrenó en Estados Unidos el 18 de octubre del 2009 por Fox y el 23 de mayo de 2010 en Hispanoamérica. Este episodio especial de Halloween fue escrito por Daniel Chun y dirigido por Mike B. Anderson y Matthew Shofield.
Este es el primer episodio de halloween emitido en alta definición.

## Sinopsis

### Secuencia de apertura
Después de haber escapado el Monstruo de Frankenstein de su castillo y la Momia del museo, se reúnen con el Conde Drácula  y el Hombre Lobo y deambulan por las calles de Springfield en la noche de Halloween. Después de que Dolph, Jimbo y Kearney, disfrazados de Spider-Man de negro, Master Chief y Joker respectivamente, se burlan de ellos, los monstruos se visten con nuevos trajes más modernos que obtienen en una tienda de disfraces de Halloween, el Conde Drácula como Iron Man, el Monstruo de Frankenstein como Bob Esponja, la Momia como el Capitán Jack Sparrow y el Hombre Lobo como Harry Potter. Después van a una fiesta de disfraces hecha por Homer y Marge, luego llegan sus esposas enojadas porque sus maridos fueron infieles y mintieron al no ir a matar niños. Homer trata de intervenir en la golpiza de sus esposos sólo para ser decapitado por ellas. La cabeza de Homer cae en un tazón de ponche con una X en cada uno de sus ojos entonces aparece el título Treehouse of Horror sobre los ojos por lo que se lee «Treehouse of Horror XX».

### Dial "M" For Murder (Dial "#" to Return to Main Menu) / Marca "M" para morir (presione "#" para regresar al menú)
En este segmento en blanco y negro, Lisa se enfurece con la señorita Hoover porque eligió otro niño para representar a la escuela en el concurso nacional de lectura y es castigada. Ahí se encuentra con Bart, que está enojado con Edna Krabappel por haberlo castigado. Ambos se ponen de acuerdo para ejecutar su venganza. Lisa sigue a Edna Krabappel y le juega una mala broma, mientras que Bart termina matando a la maestra de Lisa. Ésta se asusta y Bart la amenaza con que Willie diría que ella mató a la señorita Hoover. Lisa ve que Bart ha ido demasiado lejos y decide matarlo. Al final del episodio, Lisa se niega a ser una homicida, pero accidentalmente mata a Bart, Edna Krabappel la encuentra, la felicita y hacen como si nada hubiera pasado.

### Don't Have a Cow, Mankind (Tranquilízate humanidad (LAT) / Tranqui, humanidad (ESP))
Comienza cuando la familia Simpson ve sobre el anuncio de la nueva hamburgesa Burger2(al cuadrado), la cual fue cocinada con Vacas Locas. Jeremy le sirve la hamburgesa a Kent Brockman y, al probarla, Kent Brockman termina convertido en un mortífero zombi por la hamburgesa y muerde a Krusty el payaso, quien también es convertido en zombi. Luego muerde a Jeremy y Krusty el payaso intenta morder al camarógrafo y tropieza la cámara mostrando el título y estática diciendo "Don't Have a Cow, Mankind".
28 días después, Springfield se ha convertido en una horda de zombis caníbales. Se muestra a Barney, Lenny, Carl llevando a Moe el tabernero mientras la casa de la familia Simpson todo cerrado. Mientras Lisa diciendo a la familia que tienen a Moe. El Abuelo Simpson estaba fuera de la casa y Homer diciendo "No entiendo tu extraño lenguaje zombi" y cierra la cortina y el Abuelo Simpson fue convertido en zombi. Bart en su cuarto, harto de la fruta y ve por la ventana una hamburgesa y salió a buscarla. Marge vió a Bart comiendo la hamburgesa y Marge dijo "Bart comió hamburgesa contaminada".
Homer ahorca a Bart, pero él dice "Espera, la hamburguesa no me cambió, no soy un zombi" y Lisa descubre que Bart es el elegido para salvar la humanidad y llaman al Dr. Hibbert diciendo que deben llevarlo al sitio seguro en las afueras de la ciudad mientras luchaba contra los empleados zombis y termina siendo mordido por Ralph. Intentan salir pero viene Rainner Wolfcastle a ayudarlos con armas pero falla y fue mordido por zombis. Mientras llega Apu rompiendo las ventanas y los ayuda y quedan atrapado por un montón de basura e intenta salir y la familia Simpson dice que Apu dio su vida para salvarlos. Pero Apu contaba con que lo esperarían y termina siendo asesinado por los zombis.
Se quedaron sin gasolina y Homer agarra una escopeta y es como escolta mientras ve a Smithers y a Burns zombis muertos y Homer le quita la nariz del Burns. Este se despierta y lo muerde y Homer fue convertido en zombi y la familia revisan su estado y Bart intenta matar a Homer para acabar con su vida. Marge evita que ocurra esto, y Homer es encerrado. Al llegar al sitio seguro, los soldados dicen que deben comer la carne y cerebro de Bart y Marge lo evita diciendo "¡Alto ahí, amigo!, ¿qué clase de personas civilizadas comen el cuerpo y la sangre de su salvador?". El reverendo Alegría se preocupa y luego Marge dice "Debe haber otra forma" y justamente a Bart se le ocurre otra forma.
Lisa como papel de narradora dice que la forma de rehabilitarlos, es haciendo que Bart se bañe en su comida y los habitantes de Springfield se rehabilitaron gracias a Bart, mientras Homer está encerrado.

### There's No Business Like Moe Business (No hay negocio como el de Moe)
En una especie de musical, Homer cae accidentalmente por una trampilla en la taberna de Moe y se empala en las tuberías de la microdestilería de Moe. Este sirve a Marge jarras de deliciosa cerveza aderezada con la sangre de Homer que sorprende a Marge, y que ahora Homero es ahora mitad humano y mitad robot-destilería, regresa para vengarse, pero Moe inventa una carta hacia Marge diciendo que Homer se volvió gay. Al final del episodio Homer termina vengándose y toma la cerveza con Marge.